# Joris Voorn
Joris Voorn (prononcé en néerlandais : [ˈjoːrɪs ˈfoːrn]; né le 25 février 1977 à Tilbourg) est un DJ et producteur de musique électronique hollandais. Son style personnel se rapproche de la techno de Détroit. Il est le fondateur en 2005 du label Green, en 2006 du label Rejected Music, et a notamment enregistré sur le label Sino du duo Technasia.
Depuis 2006, Joris Voorn enregistre et se produit en duo avec Edwin Oosterwal sous le nom de Rejected.

## Discographie partielle
- Fuse Presents Joris Voorn (CD mixé, Music Man Records / Minimaxima, 2005
- Coming From The Shower After A Late Night With A Failed Date (12", Green, 2006)
- From A Deep Place (CD, Album, Green, 2007)
- Balance 014 (2xCD mixé, Green, 2009)
- Nobody Knows (Rejected, 2014)